# ديفيد سايدلر
ديفيد سايدلر (بالإنجليزية: David Seidler)‏ (و. 1937 – م) هو كاتب سيناريو، وكاتب، من الولايات المتحدة الأمريكية، ولد في لندن.

## التعليم
تعلم في جامعة كورنيل.

## جوائز وترشيحات
حصل على جوائز منها:
- جائزة الأوسكار لأفضل كتابة "سيناريو أصلي"، عن عمل: خطاب الملك.

ترشح لـ:
- جائزة الأوسكار لأفضل كتابة "سيناريو أصلي"، عن عمل: خطاب الملك.

## وصلات خارجية
- ديفيد سايدلر على موقع IMDb (الإنجليزية)
- ديفيد سايدلر على موقع ألو سيني (الفرنسية)
- ديفيد سايدلر على موقع أول موفي (الإنجليزية)
- ديفيد سايدلر على موقع قاعدة بيانات الأفلام السويدية (السويدية)
- ديفيد سايدلر على موقع قاعدة بيانات الفيلم (الإنجليزية)
- ديفيد سايدلر على موقع كينوبويسك (الروسية)